# گوزل‌جه (بایبورد)
گوزل‌جه (به ترکی استانبولی: Güzelce) (به کردی: Mentefar) یک منطقهٔ مسکونی در ترکیه است که در بایبورد واقع شده‌است. گوزل‌جه ۷۵ نفر جمعیت دارد.